# Руда (Ласький повіт)
Руда (пол. Ruda) — село в Польщі, у гміні Відава Ласького повіту Лодзинського воєводства.
Населення — 125 осіб (2011).
У 1975-1998 роках село належало до Серадзького воєводства.

## Демографія
Демографічна структура станом на 31 березня 2011 року:
|          | Загалом | Допрацездатний вік | Працездатний вік | Постпрацездатний вік |
| -------- | ------- | ------------------ | ---------------- | -------------------- |
| Чоловіки | 56      | 9                  | 41               | 6                    |
| Жінки    | 69      | 12                 | 35               | 22                   |
| Разом    | 125     | 21                 | 76               | 28                   |